# Mitä tänne jää (Erin)
Mitä tänne jää è un singolo della cantante finlandese Erin, tratto dall'album Väin elämää e pubblicato nel dicembre del 2012. Il brano è una cover in versione metal del singolo omonimo del rapper Cheek.
Il singolo è entrato nelle classifiche finlandesi alla 45ª settimana del 2012 e vi è rimasta per 10 settimane consecutive, stando per una sola volta alla posizione numero uno
Il brano è stato caricato sull'account ufficiale della cantante su YouTube.

## Tracce
1. Mitä tänne jää – 2:20

## Classifica
| Classifica                            | Massima posizione |
| ------------------------------------- | ----------------- |
| Suomen virallinen lista - Singlelista | 1                 |
| Suomen virallinen lista - Latauslista | 1                 |
| Finnish Dance Chart                   | -                 |